# Tom O'Regan
Thomas Patrick "Tom" O'Regan, född 29 december 1961, är en amerikansk före detta professionell ishockeyspelare som tillbringade tre säsonger i den nordamerikanska ishockeyligan National Hockey League (NHL), där han spelade för ishockeyorganisationen Pittsburgh Penguins. Han producerade 17 poäng (fem mål och tolv assists) samt drog på sig tio utvisningsminuter på 61 grundspelsmatcher. Han spelade också på lägre nivåer för Baltimore Skipjacks och Adirondack Red Wings i American Hockey League (AHL), EV Landshut och BSC Preussen i Eishockey-Bundesliga, BSC Preussen Devils och Berlin Capitals i Deutsche Eishockey Liga (DEL) och Boston University Terriers (Boston University) i National Collegiate Athletic Association (NCAA).
O'Regan blev aldrig draftad av någon NHL-organisation.
Han är far till Danny O'Regan.

## Statistik
| 1978–1979                   | Matignon High               |                             | 24  | 21  | 33  | 54  | —   | —  | —  | —  | —  | —  |
| 1979–1980                   | Boston University Terriers  | NCAA                        | 28  | 9   | 15  | 24  | 31  | —  | —  | —  | —  | —  |
| 1980–1981                   | Boston University Terriers  | NCAA                        | 20  | 10  | 10  | 20  | 41  | —  | —  | —  | —  | —  |
| 1981–1982                   | Boston University Terriers  | NCAA                        | 28  | 18  | 34  | 52  | 67  | —  | —  | —  | —  | —  |
| 1982–1983                   | Boston University Terriers  | NCAA                        | 29  | 16  | 18  | 34  | 47  | —  | —  | —  | —  | —  |
| 1983–1984                   | Pittsburgh Penguins         | NHL                         | 51  | 4   | 10  | 14  | 8   | —  | —  | —  | —  | —  |
|                             | Baltimore Skipjacks         | AHL                         | 25  | 13  | 14  | 27  | 15  | —  | —  | —  | —  | —  |
| 1984–1985                   | Pittsburgh Penguins         | NHL                         | 1   | 0   | 0   | 0   | 0   | —  | —  | —  | —  | —  |
|                             | Baltimore Skipjacks         | AHL                         | 62  | 28  | 28  | 56  | 62  | 15 | 4  | 5  | 9  | 10 |
| 1985–1986                   | Pittsburgh Penguins         | NHL                         | 9   | 1   | 2   | 3   | 2   | —  | —  | —  | —  | —  |
|                             | Baltimore Skipjacks         | AHL                         | 61  | 23  | 31  | 54  | 65  | —  | —  | —  | —  | —  |
| 1986–1987                   | Adirondack Red Wings        | AHL                         | 58  | 20  | 42  | 62  | 78  | 11 | 3  | 9  | 12 | 10 |
| 1987–1988                   | EV Landshut                 | Eishockey-Bundesliga        | 34  | 27  | 29  | 56  | 110 | 4  | 4  | 1  | 5  | 0  |
| 1988–1989                   | EV Landshut                 | Eishockey-Bundesliga        | 36  | 19  | 34  | 53  | 74  | 3  | 2  | 1  | 3  | 0  |
| 1989–1990                   | BSC Preussen                | Eishockey-Bundesliga        | 34  | 27  | 32  | 59  | 71  | 6  | 1  | 5  | 6  | 14 |
| 1990–1991                   | BSC Preussen                | Eishockey-Bundesliga        | 42  | 21  | 26  | 47  | 72  | 8  | 6  | 3  | 9  | 6  |
| 1991–1992                   | BSC Preussen                | Eishockey-Bundesliga        | 42  | 20  | 30  | 50  | 93  | 7  | 3  | 2  | 5  | 6  |
| 1992–1993                   | BSC Preussen                | Eishockey-Bundesliga        | 30  | 11  | 18  | 29  | 98  | 6  | 1  | 2  | 3  | 16 |
| 1993–1994                   | BSC Preussen                | Eishockey-Bundesliga        | 42  | 18  | 28  | 46  | 66  | 11 | 5  | 9  | 14 | 8  |
| 1994–1995                   | BSC Preussen Devils         | DEL                         | 43  | 7   | 43  | 50  | 66  | 12 | 3  | 9  | 12 | 12 |
| 1995–1996                   | BSC Preussen Devils         | DEL                         | 45  | 14  | 34  | 48  | 20  | 11 | 4  | 10 | 14 | 22 |
| 1996–1997                   | Berlin Capitals             | DEL                         | 43  | 5   | 18  | 23  | 30  | 4  | 1  | 1  | 2  | 6  |
| 1997–1998                   | Berlin Capitals             | DEL                         | 45  | 9   | 23  | 32  | 49  | 4  | 0  | 1  | 1  | 29 |
| NHL totalt                  | NHL totalt                  | NHL totalt                  | 61  | 5   | 12  | 17  | 10  | —  | —  | —  | —  | —  |
| AHL totalt                  | AHL totalt                  | AHL totalt                  | 206 | 84  | 115 | 201 | 220 | 26 | 7  | 14 | 21 | 20 |
| Eishockey-Bundesliga totalt | Eishockey-Bundesliga totalt | Eishockey-Bundesliga totalt | 260 | 143 | 197 | 340 | 584 | 45 | 22 | 23 | 45 | 58 |
| DEL totalt                  | DEL totalt                  | DEL totalt                  | 176 | 35  | 118 | 153 | 165 | 31 | 8  | 21 | 29 | 69 |
| NCAA totalt                 | NCAA totalt                 | NCAA totalt                 | 105 | 53  | 77  | 130 | 186 | —  | —  | —  | —  | —  |